# 六氯苯
六氯苯是有6個氯取代基的苯，一開始是被做為榖物防黴菌的使用，但也可以用在工業用途上，不過這個用品在斯德哥爾摩公約中屬於被全球禁用的持久性有機污染物。

## 特性
在純用品是無色細針狀或小片狀晶體，在工業用品則是淡黃色和淺棕色晶體，然後略有香氣味。其不溶於水只溶於乙醚、三氯甲烷、熱苯等有機溶劑的物品。
此化學藥品為可燃物，也有可能是致癌物，具有刺激性，如果受到高熱分解會產生有毒的腐蝕性煙氣，燃燒分解後的產物：一氧化碳、二氧化碳和氯化氫。

## 用途

### 農業殺菌劑
用於糧食農作物及處理種子，可用在防治麥類黑穗病，對種子或土壤所傳染的病菌，有一定的功效。

### 工業化學品
可製造爆竹煙火、彈藥和合成橡膠。

## 健康影響
它的侵入途徑有吸入和食入為主，輕者的主要症狀有：頭痛、暈眩、噁心、嘔吐、手及臂麻木、四肢震顫、四肢部份麻痺及運動失調、昏迷、驚瘚；中毒時，重者的則會引起肝臟、中樞神經系統和心血管系統，在使用化學藥品攪拌時則會引起眼睛的刺激、燒灼感、口鼻發汗、疲乏、頭痛、噁心等等，也會導致皮膚潰瘍，接觸者尿和糞便中有大量紫質排出。

## 環境影響

### 空氣中之流佈
六氯苯在排放到大氣後，可以蒸氣狀態或吸附於微粒之狀態同時存在，依鹽測結果發現較常以蒸氣狀態存在。其在大氣中分解速度非常慢，與氫氧自由基反應之半生期約2年，常藉由降雨或降轉移至水及土壤中。

### 水中之流佈
六氯苯排放至水體中可快速蒸發、吸附於底泥或在水中動物中產生物濃縮，在水中的生物分解及水解速率極不明顯。

### 土壤中之流佈
六氯苯與土壤之吸附性極強，故其在土壤中之半生期極長，曾有報告指出其半生期可達1530天。生物分解及轉移至地下水之情形極少見，土壤表面之六氯苯可藉蒸發至大氣中。